# Coppa Svizzera 1949-1950
La Coppa Svizzera 1949-1950 è stata la 25ª edizione della manifestazione calcistica. È iniziata nel settembre 1949 e si è conclusa il 18 maggio 1950. Il Losanna vinse la coppa nazionale per la quarta volta nella propria storia.

## Regolamento
Turni ad eliminazione diretta in gara unica. Le partite terminanti in paritá dopo i tempi supplementari, potranno rigiocarsi una sola altra volta, se persiste il pareggio, si ricorre ad un sorteggio per stabilire la squadra qualificata al prossimo turno. Una prima fase vede la qualificazione di squadre attraverso delle eliminatorie regionali. Al terzo turno entrano in lizza le squadre di Nazionale A e B.

## Squadre partecipanti
| Basilea           |
| Bellinzona        |
| Berna             |
| Bienne            |
| Chiasso           |
| Grenchen          |
| La Chaux-de-Fonds |
| Locarno           |
| Losanna           |
| Lugano            |
| San Gallo         |
| Servette          |
| Young Fellows     |
| Zurigo            |

| Aarau              |
| Brühl              |
| Cantonal Neuchâtel |
| Étoile-Sporting    |
| Friburgo           |
| Grasshoppers       |
| Lucerna            |
| Mendrisiostar      |
| Moutier            |
| Nordstern          |
| Thun               |
| Urania Ginevra     |
| Young Boys         |
| Zugo               |

| Altstetten        |
| Arbon             |
| Baden             |
| Blue Stars Zurigo |
| Emmenbrücke       |
| Kreuzlingen       |
| Red Star Zurigo   |
| Sciaffusa         |
| Schöftland        |
| Uster             |
| Wil               |
| Winterthur        |

| Birsfelden        |
| Concordia Basilea |
| Derendingen       |
| Helvetia Berna    |
| Kleinhüningen     |
| Lengnau           |
| Olten             |
| Porrentruy        |
| Pratteln          |
| St. Imier         |
| Soletta           |
| Zofingen          |

| Ambrosiana Losanna    |
| Central Friburgo      |
| Gardy-Jonction        |
| International Ginevra |
| La Tour-de-Peilz      |
| Malley                |
| Montreux-Sports       |
| Sierre                |
| Stade Lausanne        |
| Stade Nyonnais        |
| Vevey                 |
| Yverdon               |

| Allschwil               |
| Biaschesi               |
| Bienne-Boujean          |
| Black Star              |
| Bulle                   |
| Bümpliz                 |
| Broc                    |
| Ceresio                 |
| Chênois                 |
| Club Athletique Ginevra |
| Floria                  |
| Forward Morges          |
| Lanchen                 |
| Langnau                 |
| Lenzburg                |

| Martigny         |
| Neuveville       |
| Oerlikon         |
| Oerlikon/Polizei |
| Renens           |
| Riehen           |
| Rüti             |
| ST. Maurice      |
| Seebach          |
| Töss             |
| Tössfeld         |
| Trimbach         |
| Victoria Berna   |
| Wacher Grenchen  |
| Widnau           |

| Albisrieden    |
| Amriswil       |
| Ems            |
| Frauenfeld     |
| Schlieren      |
| Schmerikon     |
| Langnau        |
| Aegerten-Brügg |
| Bözingen 34    |
| Grünstern      |
| Interlaken     |
| Luterbach      |
| Selzach        |
| Ticino Berna   |

| Aigle          |
| Auvernier      |
| Comete         |
| Orbe           |
| Racing Losanna |
| Stade Payerne  |
| ST. Maurice    |
| Binningen      |
| Brugg          |
| Gelterkinden   |
| Gerlafingen    |
| Reinach        |
| Suhr           |
| Weisslingen    |

| Altdorf          |
| Ballspiel Zurigo |
| Chur             |
| Courtemaiche     |
| Gossau           |
| Lamone           |
| Post Zurigo      |
| Köniz            |
| Tavannes         |
| Uzwil            |
| Vallorbe         |

### 1º Turno preliminare
| Squadra 1         | Risultato     | Squadra 2               |
| ----------------- | ------------- | ----------------------- |
| 11 settembre 1949 |               |                         |
| Auvernier         | 1 - 5         | Floria                  |
| Forward Morges    | 2 - 0         | Stade Payerne           |
| Martigny          | 14 - 0        | Aigle                   |
| Neuveville        | 3 - 2         | Comete                  |
| Racing Losanna    | 0 - 1         | Vallorbe                |
| Renens            | 4 - 0         | Orbe                    |
| ST. Maurice       | 2 - 0         | Monthey                 |
| Adliswil          | 4 - 0         | Schlieren               |
| Ceresio           | 4 - 0         | Frauenfeld              |
| Chur              | 4 - 1         | Ems                     |
| Lachen/Altendorf  | 3 - 2         | Schmerikon              |
| Oerlikon          | 2 - 0         | Albisrieden             |
| Post Zurigo       | 1 - 2         | Ballspielclub Zurigo    |
| Seebach           | 0 - 2         | Töss                    |
| Tössfeld          | 1 - 2         | Rüti                    |
| Uzwil             | 2 - 1         | Gossau                  |
| Widnau            | 2 - 0         | Amriswil                |
| Aegerten-Brügg    | 4 - 4(d.t.s.) | Victoria Berna          |
| Bümpliz           | 4 - 1         | Bözingen 34             |
| Köniz             | 5 - 1         | Interlaken              |
| Langnau           | 3 - 1         | Grünstern               |
| Selzach           | 2 - 4         | Wacher Grenchen         |
| Tavannes          | 6 - 3         | Luterbach               |
| Ticino Berna      | 1 - 8         | Bienne-Boujean          |
| Allschwil         | 1 - 1(d.t.s.) | Gelterkinden            |
| Altdorf           | 4 - 1         | Luzerner SC             |
| Black Star        | 1 - 0(d.t.s.) | Gerlafingen             |
| Courtemaiche      | 3 - 2         | Binningen               |
| Lenzburg          | 2 - 1         | Brugg                   |
| Riehen            | 5 - 0         | Reinach                 |
| Trimbach          | 6 - 2         | Suhr                    |
| Weisslingen       | 1 - 4         | Oerlikon/Polizei        |
| 18 settembre 1949 |               |                         |
| Gelterkinden      | 1 - 2         | Allschwil               |
| 25 settembre 1949 |               |                         |
| Bulle             | 2 - 0         | Broc                    |
| Chênois           | 2 - 1         | Club Athletique Ginevra |
| Victoria Berna    | 6 - 2         | Aegerten-Brügg          |

### 2º Turno preliminare
| Squadra 1                    | Risultato      | Squadra 2          |
| ---------------------------- | -------------- | ------------------ |
| 2 ottobre 1949               |                |                    |
| Adliswil                     | 0 - 0 (d.t.s.) | Olten              |
| Allschwil                    | 0 - 3          | Porrentruy         |
| Altdorf                      | 0 - 1          | Kreuzlingen        |
| Arbon                        | 1 - 2          | Widnau             |
| Baden                        | 4 - 0          | Lamone             |
| Ballspielclub Zurigo         | 0 - 2          | Schöftland         |
| Biaschesi                    | 2 - 0          | Emmenbrücke        |
| Birsfelden                   | 4 - 1          | Black Star         |
| Blue Stars Zurigo            | 4 - 0          | Lachen/Altendorf   |
| Chur                         | 4 - 6          | Wil                |
| Courtemaiche                 | 1 - 5          | Petit Huningue     |
| Derendingen                  | 1 - 0          | Lenzburg           |
| International Ginevra        | 2 - 0          | Chênois            |
| La Tour-de-Peilz             | 2 - 0          | Köniz              |
| Langnau                      | 3 - 6          | Central Friburgo   |
| Longeau                      | 5 - 0          | Bienne-Boujean     |
| Forward Morges               | 1 - 0          | Sierre             |
| Martigny                     | 1 - 2          | Ambrosiana Losanna |
| Neuveville                   | 5 - 3          | St. Imier          |
| Stade Nyonnais               | 4 - 1          | Bulle              |
| Oerlikon/Polizei             | 2 - 0          | Zofingen           |
| Renens                       | 2 - 1          | Gardy-Jonction     |
| Red Star Zurigo              | 4 - 4 (d.t.s.) | Töss               |
| Rüti                         | 3 - 3 (d.t.s.) | Altstetten         |
| Soletta                      | 5 - 0          | Wacher Grenchen    |
| Stade Lausanne               | 3 - 6          | ST. Maurice        |
| Tavannes                     | 0 - 5          | Helvetia Berna     |
| Trimbach                     | 6 - 4          | Concordia Basilea  |
| Uster                        | 5 - 0          | Oerlikon           |
| Uzwil                        | 2 - 6          | Sciaffusa          |
| Vallorbe                     | 0 - 5          | Malley             |
| Victoria Berna               | 1 - 4          | Vevey              |
| Winterthur                   | 6 - 0          | Ceresio            |
| 16 ottobre 1949(Ripetizioni) |                |                    |
| Altstetten                   | 4 - 2 (d.t.s.) | Rüti               |
| Olten                        | 5 - 1          | Adliswil           |

### Trentaduesimi di finale
| Squadra 1          | Risultato      | Squadra 2         |
| ------------------ | -------------- | ----------------- |
| 30 ottobre 1949    |                |                   |
| Ambrosiana Losanna | 2 - 0          | Stade Nyonnais    |
| Baden              | 4 - 1          | Soletta           |
| Bellinzona         | 9 - 1          | Oerlikon/Polizei  |
| Berna              | 5 - 0          | Neuveville        |
| Bienne             | 4 - 1          | Schöftland        |
| Blue Stars Zurigo  | 0 - 3          | Mendrisio         |
| Brühl              | 1 - 3          | Wil               |
| Cantonal Neuchâtel | 1 - 0          | Renens            |
| Central Friburgo   | 2 - 4 (d.t.s.) | La Chaux-de-Fonds |
| Étoile Carouge     | 2 - 1 (d.t.s.) | Montreux-Sports   |
| Forward            | 0 - 1          | Urania Ginevra    |
| Friburgo           | 3 - 0          | Derendingen       |
| Grasshoppers       | 9 - 1          | Uster             |
| Helvetia           | 1 - 1 (d.t.s.) | Moutier           |
| Kreuzlingen        | 0 - 6          | Zurigo            |
| Locarno            | 2 - 1          | Altstetten        |
| Losanna            | 4 - 1          | International     |
| Lucerna            | 4 - 0          | Winterthur        |
| Lugano             | 9 - 0          | Biaschesi         |
| Malley             | 4 - 3 (d.t.s.) | La Tour-de-Peilz  |
| Nordstern          | 3 - 0          | Birsfelden        |
| Petit Huningue     | 0 - 1          | Aarau             |
| Porrentruy         | 1 - 2          | Basilea           |
| Pratteln           | 1 - 5          | Grenchen          |
| Red Star Zurigo    | 1 - 2          | San Gallo         |
| ST. Maurice        | 0 - 3          | Servette          |
| Sciaffusa          | 1 - 0          | Chiasso           |
| Thun               | 1 - 2          | Langnau           |
| Trimbach           | 3 - 4          | Young Boys        |
| Vevey              | 9 - 2          | Floria            |
| Widnau             | 1 - 2          | FC Zugo           |
| Young Fellows      | 4 - 0          | Olten             |

### Sedicesimi di finale
| Squadra 1          | Risultato      | Squadra 2          |
| ------------------ | -------------- | ------------------ |
| 27 novembre 1949   |                |                    |
| Aarau              | 1 - 2          | Baden              |
| Bellinzona         | 6 - 1*         | FC Zugo            |
| Berna              | 1 - 0          | Vevey              |
| Bienne             | 2 - 0          | Langnau            |
| Cantonal Neuchâtel | 2 - 1          | Young Boys         |
| Étoile Carouge     | 3 - 2 (d.t.s.) | Ambrosiana Losanna |
| Friburgo           | 3 - 1 (d.t.s.) | La Chaux-de-Fonds  |
| Grasshoppers       | 1 - 2          | Basilea            |
| Grenchen           | 1 - 4 (d.t.s.) | Losanna            |
| Lucerna            | 3 - 1          | Sciaffusa          |
| Mendrisio          | (rinv.)        | Zurigo             |
| Moutier            | 0 - 4          | Malley             |
| San Gallo          | 1 - 0          | Lugano             |
| Servette           | 4 - 2 (d.t.s.) | Urania Ginevra     |
| Wil                | 1 - 0          | Nordstern          |
| Young Fellows      | 5 - 1          | Locarno            |
| 18 dicembre 1949   |                |                    |
| Mendrisio          | 2 - 6          | Zurigo             |

### Ottavi di finale
| Squadra 1          | Risultato      | Squadra 2      |
| ------------------ | -------------- | -------------- |
| 8 gennaio 1950     |                |                |
| Baden              | 3 - 0          | Lucerna        |
| Basilea            | 5 - 2          | Wil            |
| Bellinzona         | 3 - 0          | Bienne         |
| Berna              | 2 - 4          | Losanna        |
| Cantonal Neuchâtel | 2 - 1          | Malley         |
| Friburgo           | 4 - 2          | Étoile Carouge |
| San Gallo          | 2 - 3 (d.t.s.) | Young Fellows  |
| Zurigo             | 2 - 3 (d.t.s.) | Servette       |

### Quarti di Finale
| Squadra 1       | Risultato      | Squadra 2          |
| --------------- | -------------- | ------------------ |
| 5 febbraio 1950 |                |                    |
| Baden           | 3 - 4 (d.t.s.) | Servette           |
| Basilea         | 2 - 0          | Bellinzona         |
| Friburgo        | 3 - 5 (d.t.s.) | Cantonal Neuchâtel |
| Losanna         | 2 - 1          | Young Fellows      |

### Semifinali
| Squadra 1    | Risultato | Squadra 2          |
| ------------ | --------- | ------------------ |
| 5 marzo 1950 |           |                    |
| Basilea      | 0 - 1     | Losanna            |
| Servette     | 1 - 3     | Cantonal Neuchâtel |

### Finale
La finale si è disputata a Berna.
| Arbitro: | Tschopp (Delémont) |

|              |           |           |
| Hussy II 84’ | Marcatori | 77’ Mella |

### Finale ripetuta
| Arbitro: | Tschopp (Delémont) |

|                                           |           |  |
| Friedländer 10’, 59’ Lanz 21’ Bocquet 83’ | Marcatori |  |

## Fonti e bibliografia
Giornali
- Gazzetta Ticinese, annate 1949 e 1950.
- L'Express, annate 1949 e 1950.
- L'Impartial, annate 1949 e 1950.
- Le Temps, annate 1949 e 1950.
- Tribune de Lausanne, annate 1949 e 1950.